# Turquia na Universíada de Verão de 2021
A Turquia participou da Universíada de Verão de 2021, que aconteceu em Chengdu, na China, entre 28 de julho e 8 de agosto de 2023.
Foram 107 atletas — 58 masculinos e 49 femininos — em dez modalidades olímpicas e uma não olímpica — o wushu.

## Competidores
Estas foram as modalidades e atletas que disputaram a edição:
| Esporte             | Masculino | Feminino | Total |
| ------------------- | --------- | -------- | ----- |
| Atletismo           | 21        | 18       | 39    |
| Badminton           | 2         | 2        | 4     |
| Esgrima             | 2         | 2        | 4     |
| Ginástica artística | 5         | 2        | 7     |
| Judo                | 3         | 3        | 6     |
| Remo                | 5         | 0        | 5     |
| Taekwondo           | 9         | 9        | 18    |
| Tênis de mesa       | 4         | 4        | 8     |
| Tiro                | 2         | 5        | 7     |
| Tiro com arco       | 2         | 1        | 3     |
| Wushu               | 3         | 3        | 6     |
| Total               | 58        | 49       | 107   |

## Medalhas

### Por modalidade
Estas foram as medalhas por modalidade nesta edição:
| Esporte             | Medalha de ouro | Medalha de prata | Medalha de bronze | Total de medalhas |
| ------------------- | --------------- | ---------------- | ----------------- | ----------------- |
| Atletismo           | 8               | 7                | 3                 | 18                |
| Taekwondo           | 2               | 3                | 4                 | 9                 |
| Remo                | 1               | 0                | 1                 | 2                 |
| Wushu               | 0               | 2                | 2                 | 4                 |
| Ginástica artística | 0               | 0                | 1                 | 1                 |
| Tênis de mesa       | 0               | 0                | 1                 | 1                 |
| Total               | 11              | 12               | 12                | 35                |